# Puerto Cumarebo
Puerto Cumarebo é uma cidade venezuelana, capital do município de Zamora (Falcón).